# 丁家房镇
丁家房镇，是中华人民共和国辽宁省沈阳市法库县下辖的一个乡镇级行政单位。

## 行政区划
丁家房镇下辖以下地区：
西丁家房村、丁家房村、佘家堡村、雷其堡子村、芹菜泡村、兴隆峪村、西大泉眼村、红土墙子村、大蛇山子村、靠山屯村、侯三家子村、湾柳街村和邦牛堡子村。

## 特产
五龙山葡萄：中国地理标志产品。